# Ola Andersson (arkitekt, född 1961)
Sven Ola Andersson, född 14 maj 1961, är en svensk arkitekt och författare. Han driver arkitektbyrån Andersson & Arfwedson med Herman Arfwedson.
Andersson gav 2012 ut boken Vykort från Utopia. Recensenten Mark Isitt beskriver boken som "fenomenal", där frågeställningar inom stadsbyggnadsdebatten formuleras med en ovanlig klarsynthet och kraft.
Han gav 2014 ut Hitta hem: Stockholm och bostadsbristen, som med återhållen och instruktiv ilska beskriver recept för att avskaffa bostadsbristen, där han efterlyser politisk vilja från kommunerna i Stockholmsområdet.
Ola Andersson var under tidigt 1980-tal, under pseudonymen Pussy Galore, verksam som musiker och designer av skivomslag. Han har designat skivomslag till bland andra Lustans Lakejer och Easy Action.